# Han Xiandi
Han Xiandi, chinesisch 漢獻帝 / 汉献帝, Pinyin Hàn Xiàndì, oder Kaiser Xian von Han, mit bürgerlichem Namen Liu Xie 劉協 / 刘协 (* 2. April 181; † 21. April 234) war von 189 bis 220 der letzte Kaiser der chinesischen Han-Dynastie. Er dankte zugunsten von Cao Pi ab und wurde zum Fürsten von Shanyang (Shanyang gong) ernannt.

## Leben

### Kindheit und Jugend
Der künftige Kaiser Xian wurde im Jahre 181 als Sohn des Kaisers Ling und seiner Konkubine Wang geboren. Während ihrer Schwangerschaft nahm Wang aus Furcht vor der mächtigen Kaiserin He Drogen ein, um eine Fehlgeburt einzuleiten, aber ihr Versuch war erfolglos. Bald nachdem sie dem Prinzen Liu Xie das Leben geschenkt hatte, wurde sie von der Kaiserin He vergiftet. Als Kaiser Ling davon erfuhr, wurde er zornig und wollte sie absetzen, aber die Eunuchen baten zu ihren Gunsten, und sie blieb Kaiserin. Prinz Xie wurde von der Kaiserinmutter Dong persönlich aufgezogen und erhielt den fragwürdigen Titel Marquise Dong. Dies ist einem Aberglauben geschuldet, denn Kaiser Ling hatte zuvor viele Söhne verloren, weshalb Prinz Xie und sein Bruder Liu Bian weibliche Titel erhielten. Prinz Bian wurde von dem Zauberer Shi Zimiao aufgezogen und wurde Marquise Shi genannt. Prinz Bian war älter und dazu ein Sohn der Kaiserin, aber Kaiser Ling ärgerte sich über sein wenig feierliches Benehmen und überlegte, ob er nicht lieber Liu Xie zum Kronprinzen machen sollte, aber er zögerte.
Als Kaiser Ling im Jahre 189 starb, plante sein Vertrauter, der einflussreiche Eunuch Jian Shuo, den Bruder der Kaiserinwitwe He (He Jin) zu töten und Prinz Xie zum Kaiser zu erheben. Er stellte He Jin eine Falle bei einem Treffen, die aber enttarnt wurde. He Jin ernannte vorschnell den Prinzen Bian zum Kaiser. Noch im selben Jahr ernannte der junge Kaiser den Prinzen Xie zum Prinzen von Bohai, und später zum Prinzen von Chenliu.

### Aufstieg zum Thron und Zusammenbruch des Han-Regimes

#### Dong Zhuos Aufstieg
Nachdem Prinz Bian Kaiser geworden war, wurde He Jin der mächtigste Hofbeamte, und er und sein Ratgeber Yuan Shao verschworen sich bald gegen die mächtigen Eunuchen, um sie zu beseitigen. Die Kaiserinwitwe He wollte sie nicht unterstützen, und die beiden gaben einer Reihe von Generälen den Geheimbefehl, sich in die Hauptstadt Luoyang zu begeben und die Kaiserinwitwe zur Mitarbeit zu zwingen. Einer dieser Generäle war der tückische Dong Zhuo, der eine Möglichkeit zur Kontrollübernahme in der Zentralregierung erkannte.
He Jins Pläne wurden von den Eunuchen entdeckt. Sie stellten ihm eine Falle und töteten ihn. Daraufhin führte Yuan Shao seine Streitmacht in den Palast und tötete die Mehrheit der Eunuchen. Die verbleibenden nahmen den jungen Prinzen Xie als Geisel, wurden aber vom Ausgang des Kampfes zum Selbstmord gezwungen. Als Dong Zhuo am Schauplatz anlangte, zwang er den jungen Kaiser, zu Gunsten seines Bruders Xie abzudanken (zur Kaiserinmutter Dong bestand kein verwandtschaftliches Verhältnis). Er setzte Liu Xie als Kaiser Xian von Han auf den Thron, ermordete die Kaiserinmutter He und den jungen vorigen Kaiser und bestimmte fortan die Politik.

#### Tod Dong Zhuos
Im Frühjahr 190 bildete sich eine lose Koalition gegen Dong Zhuo, die von Yuan Shao angeführt wurde, und der sich bald Generäle, Gouverneure und Warlords des ganzen Landes anschlossen. Obwohl die Koalition nicht die Mittel hatte, den mächtigen Dong Zhuo in Luoyang selbst anzugreifen, fürchtete sich Dong Zhuo vor ihrer vereinten Stärke und entschied, die Hauptstadt nach Westen zu verlagern – nach Chang’an, der Hauptstadt der Westlichen Han-Dynastie. Sie lag näher an seiner Machtbasis, der Liang-Provinz (heutiges Gansu). Im Jahre 191 zwang er den Kaiser, sich nach Chang’an zu begeben, und legte große Feuer in Luoyang, von dem nur Ruinen übrig blieben.
Später in diesem Jahr wurde Dong Zhuo von seinen Beamten ermordet, angeführt von Wang Yun und seinem Adoptivsohn Lü Bu. Es schien eine Zeit lang, als ob das Han-Regime zur Normalität zurückkehren würde, aber Wang Yun schloss sich rasch mit einigen benachbarten Warlords zusammen. Weil sie aber Dong Zhuos Hofstaat nicht für sich gewinnen konnten, wurden sie in einem Aufstand ermordet. Damit war die Anomie komplett.

#### Rückkehr nach Luoyang
Dong Zhuos vorige Offiziere, angeführt von Li Jue und Guo Si, unterdrückten den Kaiser Xian und seine Beamten. Aber sie hatten keine ernsthaften Ambitionen, und ihre politische Unzulänglichkeit beschleunigte den Bruch des Kaiserreichs in zahlreiche kleinere Reiche, die von Kriegsherren geführt wurden. Im Jahre 195 gab es einen Bruch zwischen Li Jue (der den Kaiser als Geisel nahm) und Guo Si (der die Hofbeamten gefangen nahm). Nach einer verlustreichen Schlacht schlossen sie Frieden und gestatteten dem Kaiser Xian, in die Hauptstadt Luoyang zurückzukehren. Als dieser aber Chang’an gerade verlassen hatte, bereuten sie es und verfolgten ihn mit ihren Truppen. Zwar entkam Han Xiandi mit seinem Hofstaat nach Luoyang, aber dort fehlte es ihnen an jeder Ausrüstung, um zu überleben. Viele kaiserliche Beamten verhungerten.
Zu dieser Zeit schlug Yuan Shaos Stratege Ju Shou vor, den Kaiser in ihre Provinz einzuladen und damit die Kontrolle über die Zentralregierung zu gewinnen. Aber die Strategen Guo Tu und Chunyu Qiong rieten davon ab, weil sie dann die wichtigsten Entscheidungen dem Kaiser selbst hätten überlassen müssen. Yuan Shao hörte auf sie und ließ den Plan fallen. Ju Shous Vorschlag hätte an einen Mann gehen müssen, der fähiger und ambitionierter als Yuan Shao war.

#### Unter Cao Caos Kontrolle

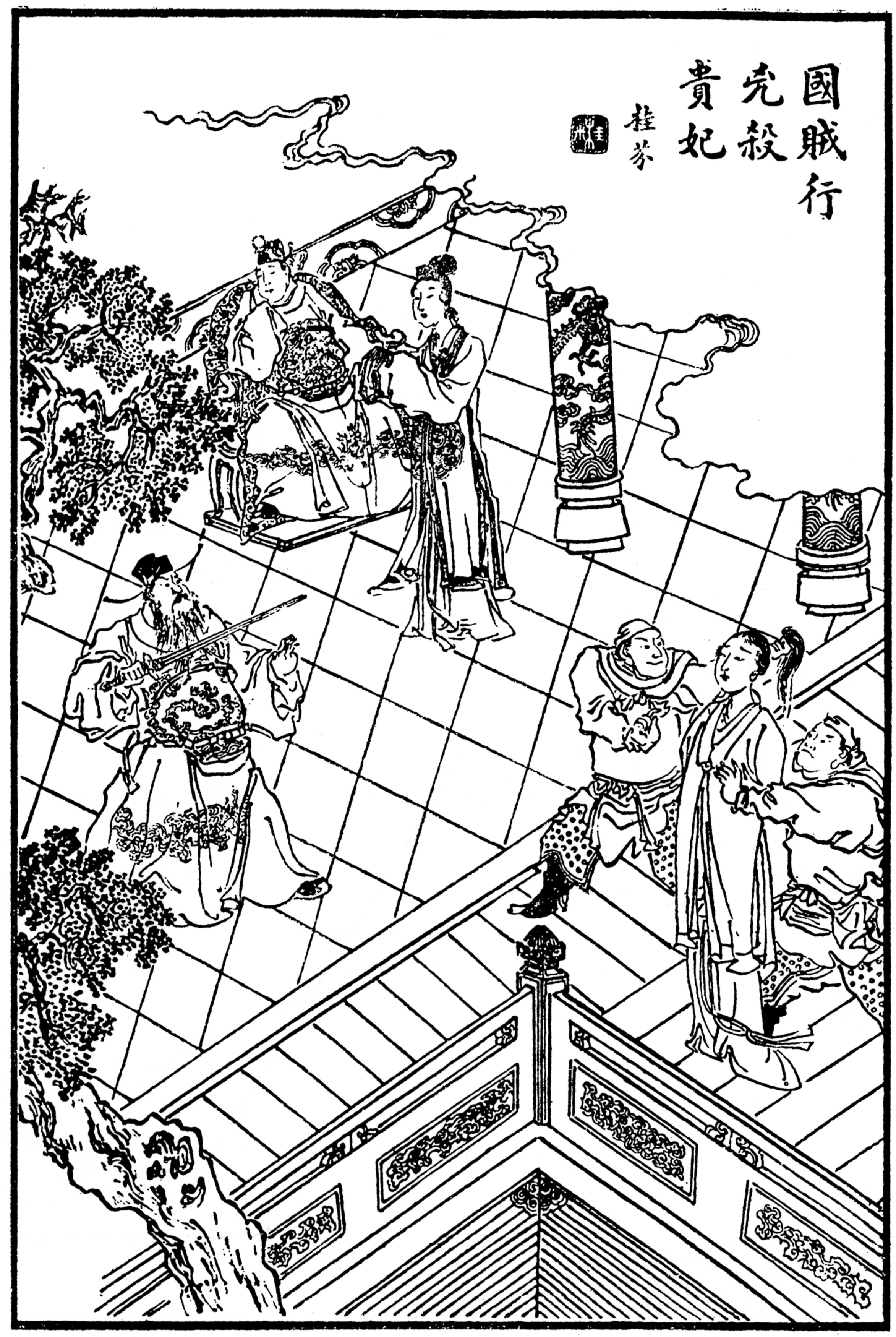
Kanzler Cao Cao (links, mit Schwert) lässt nach dem misslungenen Attentat die Konkubine Dong verhaften. Der Kaiser (oben links) muss tatenlos zusehen.

Was Yuan Shao nicht vermocht hatte, gelang Cao Cao. Er war als Gouverneur der kleinen Yan-Provinz (heutiges westliches Shandong und östliches Henan) einer der kleineren Kriegsherren, mit dem Hauptquartier bei Xu (im heutigen Xuchang, Henan). Er sah den strategischen Vorteil der Kontrolle über den Kaiser, weshalb er 196 gen Westen nach Luoyang marschierte. Dort überzeugte er zunächst die Generäle Dong Cheng und Yang Feng von seiner Ergebenheit und betrat dann die Stadt. Offiziell teilte er sich die Macht mit Dong und Yang, aber in Wirklichkeit hatte er allein das Kommando. Anders als Dong Zhuo jedoch wusste Cao Cao, wie er die anderen Generäle und Hofbeamten für sich einnehmen konnte. Indem er ihnen kleine Befehlsgewalten verlieh, sicherte er ihre Ehre und verhinderte so die Bildung einer Opposition am Kaiserhof gegen ihn. Als er dann die Hauptstadt nach Xu verlegte, stellte sich ihm Yang Feng entgegen, wurde aber besiegt.
Von da an gab Cao Cao Edikte im Namen des Kaisers Xian heraus, auch eine grobe Schrift an Yuan Shao für seine Übernahme der benachbarten Provinzen – in der er ihn gleichfalls mit dem Kommando über die Grenzmarken betraute. Nun erst erkannten Yuan Shao und andere Kriegsherren den Vorteil darin, den Kaiser unter ihrer Kontrolle zu haben, aber jetzt war es zu spät. Cao Cao ließ den Kaiser bis an sein Lebensende nicht aus seiner Hand. Oberflächlich betrachtet pflegten Cao Cao und Han Xiandi eine herzliche Beziehung, aber dies konnte zwei größere Konfrontationen zwischen den beiden nicht verhindern.
Im Jahre 199 (oder früher), als Cao Cao sich im Kriege mit Yuan Shao befand, behauptete Dong Cheng, ein geheimes Edikt vom Kaiser Xian erhalten zu haben. Dieses habe sich in einem Gürtel befunden. Er verschwor sich mit Liu Bei, Zhong Ji und Wang Fu, um Cao Cao zu ermorden. Spät im Jahre 199 begann Liu Bei einen Aufstand und wartete auf Dong Chengs nächsten Schritt in der Hauptstadt. Aber im Jahre 200 flog Dong Chengs Plan auf, und er wurde gemeinsam mit Zhong Ji und Wang Fu von Cao Cao hingerichtet. Liu Bei wurde später von Cao Cao besiegt und war gezwungen, zu Yuan Shao zu fliehen. Dong Chengs Tochter, eine kaiserliche Konkubine, war zu dieser Zeit schwanger, und Kaiser Xian trat persönlich für sie ein, aber Cao Cao ließ auch sie hinrichten. Dies beschleunigte den nächsten Zwischenfall.
Kaiserin Fu Shou, die Gemahlin von Kaiser Xian, war über den Tod der Konkubine Dong ärgerlich und fürchtete sich. Sie schrieb einen Brief an ihren Vater Fu Wan, in dem sie Cao Caos Grausamkeit beklagte und Fu indirekt bat, eine Verschwörung gegen ihn anzuzetteln. Fu Wan fürchtete Cao Cao und reagierte nicht auf den Brief, aber 214 erfuhr Cao Cao davon. Er war sehr zornig und zwang Kaiser Xian, seine Frau Kaiserin Fu Shou abzusetzen. Kaiser Xian zögerte, und Cao Cao besetzte den Palast mit seinen Truppen. Die Kaiserin Fu Shou versteckte sich im Palast, wurde aber gefunden und herausgeschleift. Als sie fortgeführt wurde, schrie sie dem Kaiser zu, er möge ihr Leben retten, aber seine Antwort war: „Ich weiß ja nicht einmal, was mit mir geschehen wird. Wie soll ich dein Schicksal erkennen, ja verhindern können?“ Sie wurde mit ihren zwei Söhnen und ihrer Familie getötet. Kaiser Xian blieb am Leben, aber sein Status als Marionette war nun unerschütterlich. Cao Cao zwang ihn bald, seine Tochter Cao Jie (die damals eine Konkubine war) zur Kaiserin zu ernennen.

### Abdankung und Tod
Im März 220 starb Cao Cao. Sein Erbe Cao Pi zwang Kaiser Xian am 11. Dezember 220 zu seinen Gunsten abzudanken und gründete die Wei-Dynastie. Der ehemalige Kaiser Xian wurde zum Fürsten von Shanyang ernannt. Er starb 234 und wurde in kaiserlichen Ehren nach den Bräuchen der Han-Dynastie bestattet. Der damalige Wei-Kaiser Cao Rui selbst nahm am Trauerzug teil.
Sein Enkelsohn Liu Kang erbte den Fürstentitel und gab ihn an zwei weitere Generationen weiter, bevor die Linie im frühen 4. Jahrhundert durch die Einfälle der Xiongnu unter Liu Cong in das Reich der Jin-Dynastie ausgelöscht wurde, wobei der letzte Han-Nachkomme Liu Qiu getötet wurde.

## Äranamen
- Yonghan (189)
- Chuping (190–193)
- Xingping (194–195)
- Jian’an (196–220)
- Yankang (220)

## Ehe und Nachkommenschaft
Gattinnen:
- Kaiserin Fu Shou (ernannt 195, gestorben 214)
- Kaiserin Cao Jie (ernannt 214, gestorben 260)

Konkubinen:
- Dong

Kinder:
- Liu Feng, Prinz von Nanyang (ernannt und gestorben 200)
- Liu Xi, Prinz von Jiying (ernannt 204)
- Liu Yi, Prinz von Shanyang (ernannt 204)
- Liu Miao, Prinz von Jibei (ernannt 204)
- Liu Dun, Prinz von Donghai (ernannt 204)
- zwei Söhne von Kaiserin Fu (214 getötet von Cao Cao)
- zwei Töchter, die Konkubinen Cao Pis wurden.